# Мілтон (Флорида)
Мілтон (англ. Milton) — місто (англ. city) в США, в окрузі Санта-Роза штату Флорида. Населення — 10 197 осіб (2020).

## Географія
Мілтон розташований за координатами 30°37′46″ пн. ш. 87°3′9″ зх. д. / 30.62944° пн. ш. 87.05250° зх. д. (30.629413, -87.052598).  За даними Бюро перепису населення США в 2010 році місто мало площу 14,71 км², з яких 14,14 км² — суходіл та 0,57 км² — водойми.

## Демографія
Згідно з переписом 2010 року, у місті мешкало 8826 осіб у 3516 домогосподарствах у складі 2186 родин. Густота населення становила 600 осіб/км².  Було 4021 помешкання (273/км²).
Расовий склад населення:
| - 77,4 % — білих - 13,9 % — чорних або афроамериканців - 2,2 % — азіатів - 0,7 % — корінних американців - 0,3 % — вихідців з тихоокеанських островів - 1,5 % — осіб інших рас |

До двох чи більше рас належало 4,0 %. Частка іспаномовних становила 4,8 % від усіх жителів.
За віковим діапазоном населення розподілялося таким чином: 24,6 % — особи молодші 18 років, 60,4 % — особи у віці 18—64 років, 15,0 % — особи у віці 65 років та старші. Медіана віку мешканця становила 34,9 року. На 100 осіб жіночої статі у місті припадало 92,8 чоловіків;  на 100 жінок у віці від 18 років та старших — 89,7 чоловіків також старших 18 років.
Середній дохід на одне домашнє господарство  становив 48 173 долари США (медіана — 46 040), а середній дохід на одну сім'ю — 54 682 долари (медіана — 53 556). Медіана доходів становила 42 011 долар для чоловіків та 29 398 доларів для жінок. За межею бідності перебувало 15,0 % осіб, у тому числі 27,0 % дітей у віці до 18 років та 6,2 % осіб у віці 65 років та старших.
Цивільне працевлаштоване населення становило 3490 осіб. Основні галузі зайнятості: освіта, охорона здоров'я та соціальна допомога — 22,3 %, науковці, спеціалісти, менеджери — 13,6 %, публічна адміністрація — 13,2 %.